# 李卑
李卑（？—1634年），字侍平，榆林人，明朝末年将领。
李卑从千总升任守备。天启初年，总督王象乾在蓟镇设置五个车营，任命李卑为都司佥书，统领西协后车营。后来升任山海关游击，因事获罪被罢官回乡。崇祯二年（1629年），陕西巡抚刘广生计划征讨延庆的回民叛军，兵分三路进军，命令李卑与游击伍维藩等人从西路攻入。李卑挑选二百名精锐骑兵，追击敌军两昼夜，行军四百里抵达保安宁塞，接连击败叛军，共斩获一千多首级。不久后被起用为延安参将。当时民变蜂起，延安地区尤为严重，李卑在富家湾、松树屯接连击败变民。崇祯四年（1631年），神一元攻陷保安，李卑与宁夏总兵贺虎臣驻守延安，变民不敢侵犯。不久后升任孤山副总兵。谭雄攻陷安塞，占据城池，李卑与王承恩出兵进击，迫使谭雄投降，随后将其斩杀，斩获五百三十多颗首级。崇祯五年（1632年）春，混天猴攻陷宜君、鄜州，当年夏天又进攻合水。李卑与参将马科追击至甘泉山，七月在延水关击破敌军，斩获六百二十多颗首级。此地东边以黄河为界，变民溺死者不计其数，马科的部下斩杀混天猴后献上首级。之前，李卑与游击吴国俊等人在甘泉桥子沟斩杀三名变民首领，不久后到固原剿灭民变，斩杀薛仁贵等三名变民首领。
当时陕西的变民大多流入山西，朝廷下诏令李卑与贺人龙各率一千名部下，隶属于总督张宗衡麾下。王自用攻陷辽州，听说官兵到来，弃城而逃。崇祯六年（1633年）春天，各路军队进入辽州，大多屠杀百姓冒充战功，唯独李卑严格约束部下，不侵扰百姓。之后，在阳城的郎家山击败变民，又与艾万年在南独泉土河村接连击败敌军，随后在芃塸村再次破敌。盗贼进入济源山中，巡抚许鼎臣传檄令李卑、艾万年联合围剿，李卑在天井关击破敌军。七月，临洮总兵曹文诏改任大同总兵，朝廷命李卑代理临洮总兵事务，协助征讨黄河以北的变民，加授都督佥事，多次立下战功。这年冬天，变民全部逃往河南，朝廷命令李卑前往支援围剿。崇祯七年（1634年）春天，在内乡击败变民，又疾驰至光化，与湖广的军队在莲花坪、白沟坪击败变民，正式授任临洮总兵官，前往湖广。当时变民多聚集在郧阳、襄阳一带，总理卢象升正倚重李卑，李卑在六月死于任上。李卑善于治军，所到之处军民安定。他为人有器量，遇到紧急情况，仍能像平常一样镇静。死后追赠右都督，朝廷赐予祭葬的待遇。